# Ptychatractus occidentalis
Ptychatractus occidentalis är en snäckart som beskrevs av Robert Edwards Carter Stearns 1873. Ptychatractus occidentalis ingår i släktet Ptychatractus och familjen Turbinellidae. Inga underarter finns listade i Catalogue of Life.